# Elżbieta
Elżbieta – imię żeńskie pochodzenia biblijnego wywodzące się od hebrajskiego słowa אלשבת eliszewa („Bóg mą przysięgą”). Zdrobnienia to Ela, Elka, Elcia, Elunia, Elżbietka, Elżunia, a pochodne to Halszka, Halżbieta, Alżbieta, Izabela, Liza, Elza (germ.), Eliza.
Elżbieta imieniny obchodzi: 18 czerwca, 4 lipca (przeniesione z 8 lipca), 14 września, 23 września (przeniesione z 5 listopada), 21 października, 17 listopada, 19 listopada.

## Odpowiedniki w innych językach
- angielski: Elizabeth[1], Lisbeth[1], Lizabeth[1], Betsy[1]
- białoruski: Alžbeta[1], Lisaveta[1], Liza[1]
- czeski: Alžběta[1]
- esperanto: Elizabeta[3]
- litewski: Elžbieta[1], Elzbieta[1], Alžbeta[1], Alzbieta[1]
- łacina: Elisabeth[1], Elisabetha[1]
- niemiecki: Elisabet[1], Elsebeth[1], Lisbeth[1], Bette[1], Else[1]
- rosyjski: Alžbeta[1], Elizaveta[1], Jelisawieta[4],
- słowacki: Alžbeta[1]
- ukraiński: Jelyzaveta[1], Lysaveta[1]
- węgierski: Erzsébet
- włoski: Elisabetta[1], Isabella[1], Betta[1]

## Patronki imienia Elżbieta
- św. Elżbieta – matka św. Jana Chrzciciela (z Ewangelii św. Łukasza)
- św. Elżbieta z Hesji – niemiecka zakonnica (benedyktynka)
- św. Elżbieta Węgierska, Elżbieta z Turyngii
- św. Elżbieta Portugalska
- św. Elżbieta Qin Bian
- św. Elżbieta Seton z Nowego Jorku
- św. Elżbieta od Trójcy Przenajświętszej (św. Elżbieta Catez z Avor)
- bł. Elżbieta Sanna – matka i wdowa z Sardynii

## Władczynie
- Elżbieta I Wielka (1533–1603), królowa Anglii
- Elżbieta II (1926–2022), królowa Wielkiej Brytanii
- Elżbieta pomorska (1345–1393), królowa Czech i cesarzowa
- Elżbieta Bawarska, cesarzowa Austrii („Sissi”)
- Elżbieta Romanowa (1709–1762), caryca rosyjska
- Elżbieta Kazimierzówna (ok. 1326–1361/63), księżna zachodniopomorska
- Elżbieta Łokietkówna (1305–1380), księżniczka polska i królowa Węgier
- Elżbieta Rakuszanka (1436–1505), polska królowa i wielka księżna litewska
- Elżbieta Habsburżanka (1526–1545), królowa polska i wielka księżna litewska
- Elżbieta Bośniaczka (ok. 1340–1387), królowa Węgier i Polski
- Elżbieta Batory (1560–1614) – zwana Krwawą Hrabiną z Čachtic, siostrzenica[5] króla polskiego Stefana Batorego
- Elżbieta Burbon (1764–1794), siostra Ludwika XVI, zgilotynowana podczas rewolucji francuskiej
- Elżbieta Luksemburska

## Postacie fikcyjne
- Elizabeth – postać z gry komputerowej BioShock Infinite
- Elizabeth Jean „Betty” Rubble – postać z serialu Flintstonowie
- Elżbieta Prokofiewna Jepanczyn – postać z powieści Idiota, autorstwa Fiodora Dostojewskiego

## Znane osoby o imieniu Elżbieta
- Elżbieta Bonifacja – jedyna córka Jadwigi Andegaweńskiej i Władysława Jagiełły
- Elżbieta Adamiak
- Elżbieta Aleksandrowicz
- Elizabeth Barrett Browning
- Elżbieta Barszczewska
- Elizabeth Beisel
- Elżbieta Borowska – posłanka
- Elizawieta Bykowa – rosyjska szachistka
- Elżbieta Chojnacka – polska klawesynistka
- Elżbieta Chojna-Duch
- Elżbieta Cichla-Czarniawska – polska poetka
- Elżbieta Czyżewska
- Elisabeth Duda – aktorka
- Elżbieta Dzikowska – polska dziennikarka, podróżniczka
- Elżbieta Gapińska – posłanka
- Elisabeth Görgl – austriacka narciarka alpejska
- Elizabeth Grant – właśc. Lana Del Rey, piosenkarka
- Elizabeth Hurley – amerykańska aktorka
- Elżbieta Jackiewiczowa
- Elżbieta Woodville – Królowa Anglii
- Elżbieta Jakubiak
- Elżbieta Jarosik – polska aktorka
- Elżbieta Jaworowicz – polska dziennikarka
- Elżbieta Kruk – posłanka
- Elżbieta Łukacijewska – posłanka
- Elizabeth Mitchell – amerykańska aktorka
- Elżbieta Mrożek-Loska – polska altowiolistka
- Elżbieta Ostrowska
- Elżbieta Rafalska – posłanka
- Elżbieta Ratajczak
- Elżbieta Romanowska – polska aktorka
- Elżbieta Różycka-Przybylak – polska pianistka
- Elżbieta Starostecka
- Elżbieta Szmytka – polska śpiewaczka operowa
- Elżbieta Tabakowska – polska anglistka
- Elżbieta Tarnawska – polska pianistka
- Elizabeth Taylor – amerykańska aktorka
- Elżbieta Wiśniowska
- Elżbieta Witek
- Elżbieta Zającówna – polska aktorka
- Elżbieta Zapendowska – polska nauczycielka śpiewu